# Tamiops barbei
Tamiops barbei — вид гризунів родини Sciuridae. Зустрічається на схід від річки Іраваді в М'янмі, на гірській півночі Таїланду, на крайній півночі В'єтнаму, на півдні китайської провінції Юньнань та в горах Малайського півострова. Tamiops barbei зустрічається в тропічних дощових та мусонних лісах від рівня моря до висоти 2130 метрів; підвид Tamiops barbei inconstans мешкає в субтропічних лісах.

## Особливості
Довжина його голови й тулуба становить від 10,7 до 11,4 см, а вага в середньому становить 47 грамів. Він має коричнево-сіре основне забарвлення та смугасту спину. Зовнішні світлі смуги світліші та значно ширші за внутрішні світлі смуги. Груди та живіт мають колір від помаранчевого до іржавого.